# 夜の九王

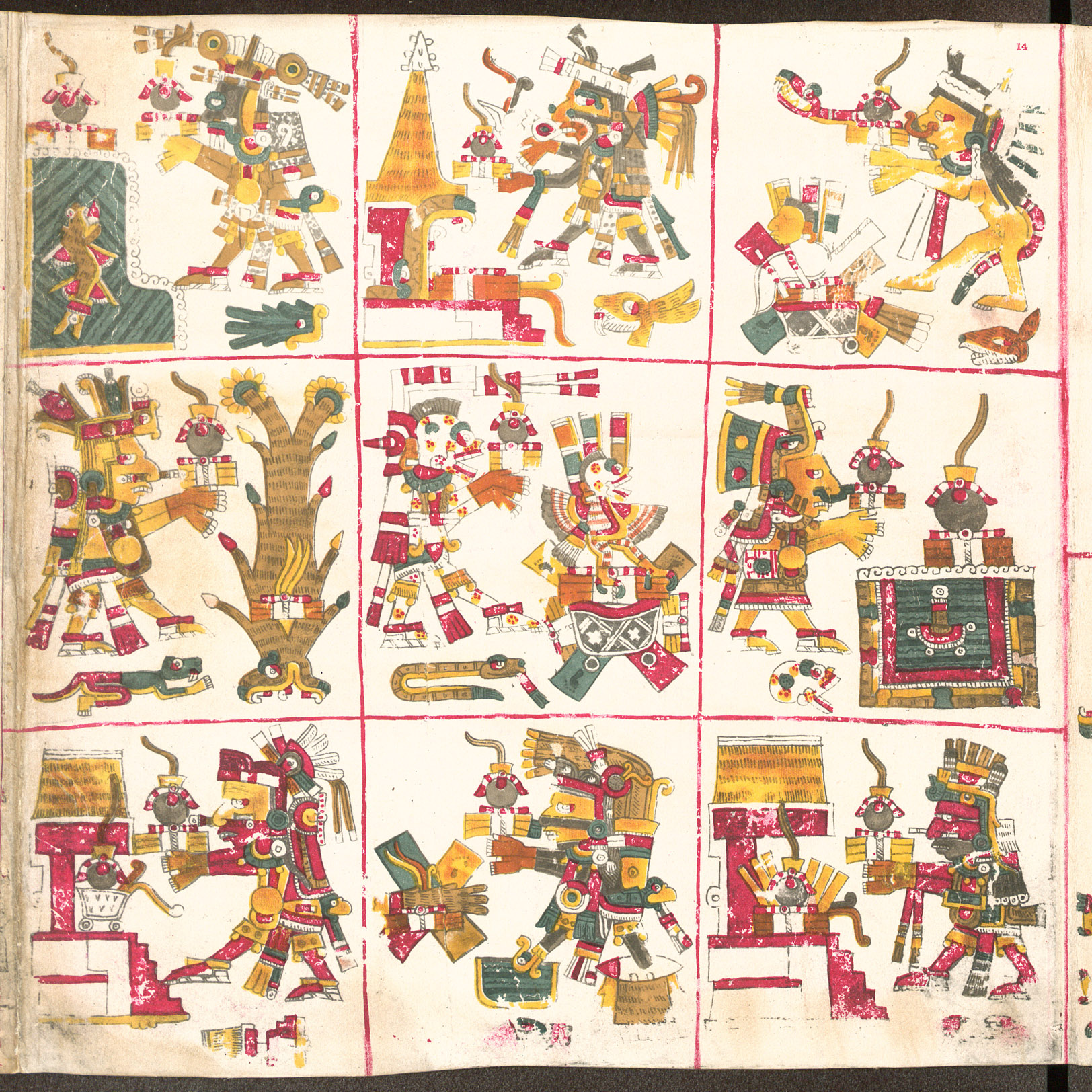
ボルジア絵文書に見える夜の九王。右下から牛耕式に進む

夜の九王（よるのきゅうおう）は、メソアメリカの暦に見られる9日周期であり、9日それぞれを異なる神が支配する。
ナワトル語ではヨアルテウクティン(Yoalteuctin)と呼ばれた。この語は「夜」を意味する yoalli と、「主」を意味する tēuctli の複数形である tēuctin から構成され、夜の主を意味する。

## マヤ
マヤ碑文では補足シリーズ（補助シリーズ）と呼ばれる部分に9日周期の神が記されている。名前が不明であるため、G1からG9までの識別番号で呼ばれる。メアリ・ミラーとカール・タウベによると、いくつかの神は図像的に同定されている。たとえばG7はおそらくハアブのパクス（パシュ）月の守護神と同じ神であり、G9はパウアトゥン（パワフトゥン）であるという。
長期暦のトゥンは9の倍数なので、必ずG9で終わる。
『チラム・バラムの書』では「ボロン・ティ・ク」（Bolon ti ku、九神）と呼ばれている。

## アステカ
アステカで260日周期の暦（トナルポワリ）を記した書物（トナラマトル）には以下の9神が見える。文献によって多少の違いがある。
1. シウテクトリ
2. イツトリまたはテクパトル[6]
3. ピルツィンテクトリ（英語版）
4. シンテオトル
5. ミクトランテクトリ
6. チャルチウトリクエ
7. トラソルテオトル
8. テペヨロトル
9. トラロック

夜の九王はおそらく9層からなる地下世界と関係がある。